# Ramon de Cervera (senyor de Gebut)
Ramon de Cervera fou un noble del llinatge dels Cervera de la branca de Gebut i Algerri probablement, fill de Guillem II de Cervera i de la seva muller Ermessenda, de llinatge no conegut. Fou pare de Jaume de Cervera i de Marquesa de Cervera, casada amb Guillem de la Guàrdia, senyor del Castell de la Guàrdia Lada.
Ajudà el llinatge dels Foix contra el comte Ermengol VIII d'Urgell (1198), però sofrí una gran derrota a la batalla d'Agramunt (1202), veient-se forçat a signar un conveni a Lleida l'any 1203. Posteriorment es convertí en defensor de l'Aurembiaix d'Urgell.
L'any 1223 en la segona revolta nobiliària contra Jaume I d'Aragó s'uní a la facció nobiliària del llinatge dels Montcada cabdellada per Guillem II de Bearn conjuntament amb l'infant Ferran d'Aragó, Ramon de Montcada, Guillem Ramon de Montcada, Guillem Ramon Dapifer, Guillem de Claramunt, Ramon Alemany de Cervelló i Guerau d'Aguiló en contra del rei Jaume I. La revolta finalitzà amb el rei empresonat a Alagó. No en fou alliberat fins al 1224, després de pagar 20.000 morabetins a Guillem II de Bearn.
L'any 1226 s'uní a la facció nobiliària del llinatge dels Montcada en contra del llinatge dels Cardona. Finalment, el 1236 participà en el Conveni de Tàrrega, morint poc temps després i sent soterrat al Reial Monestir de Santa Maria de Poblet.